# Mariä Himmelfahrt (Röllfeld)

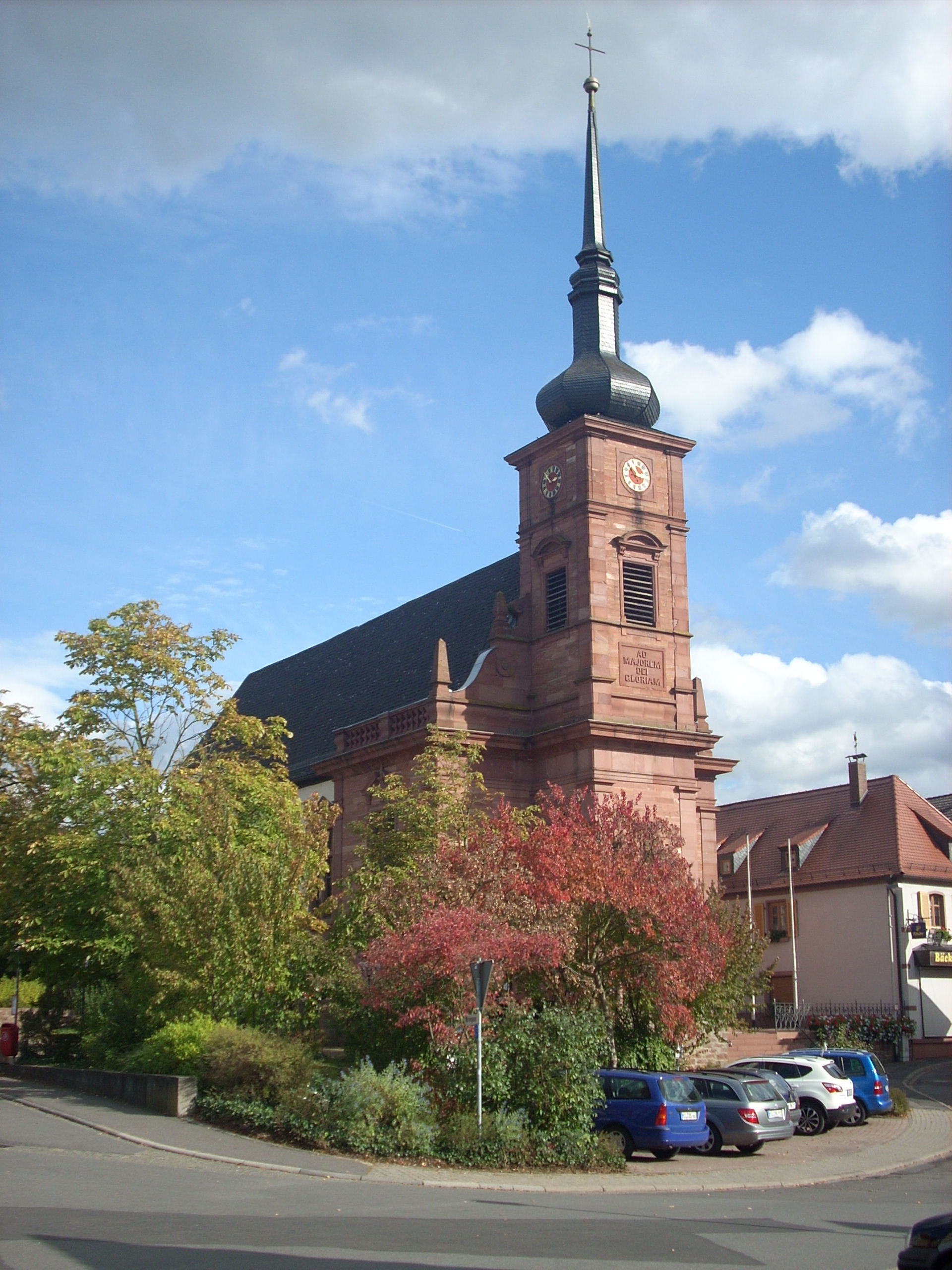
Mariä Himmelfahrt (Röllfeld)

Die römisch-katholische, denkmalgeschützte Pfarrkirche  Mariä Himmelfahrt befindet sich in Röllfeld, einem Gemeindeteil der Stadt Klingenberg am Main im Landkreis Miltenberg (Unterfranken, Bayern). Das Bauwerk ist unter der Denkmalnummer D-6-76-134-54 als Baudenkmal in der Bayerischen Denkmalliste eingetragen. Die Pfarrei gehört zur Pfarreiengemeinschaft St. Michael Klingenberg-Röllfeld (Klingenberg) im Dekanat Obernburg des Bistums Würzburg.

## Beschreibung
Der Grundstein zur Saalkirche nach einem Entwurf des Mainzer Hofbaumeisters wurde am 23. September 1623 gelegt. Sie besteht aus einem Langhaus und einem eingezogenen Chor mit halbrundem Abschluss im Osten. 1893 wurde das Langhaus verlängert und ihm ein mit Lisenen und Gesimsen gegliederter Fassadenturm in Formen der Neorenaissance aus Quadermauerwerk im Westen vorgestellt. Das oberste Geschoss des mit einer schiefergedeckten Zwiebelhaube und einer Laterne versehenen Fassadenturms beherbergt die Turmuhr, das darunter liegende den Glockenstuhl, in dem vier Kirchenglocken hängen. In den Jahren 1765–1766 entstand die jetzige Kirchenausstattung. Die auf der Empore stehende Orgel hat 21 Register, 2 Manuale und ein Pedal und wurde 1991 von Horst Hoffmann gebaut.
Im Pfarrbrief zu Ostern 2024 wird erinnert an das 400-jährige Jubiläum der Weihe des Hochaltars am 3. November 1624 durch den Mainzer Weihbischof. Man verweist auf die anstehende Sanierung des maroden Kirchendachs, die bis zum Jubiläum abgeschlossen sein soll. Die Kosten belaufen sich demnach auf 625.000 Euro, wobei hier Unterstützung durch "großzügige Zuschüsse" von der Diözese Würzburg und der Stadt Klingenberg kommt.

## Lage im Ort
Die Pfarrkirche liegt südlich und parallel der Langgasse, die durch Röllfeld mäßig ansteigend (später stärker) bis zum Waldrand führt. Die Ausrichtung des Kirchenschiffs hin zum Kirchturm ist annähernd in westlicher Richtung.
Steht man unter dem Kirchturm und schaut die große Sandsteintreppe hinunter blickt man auf die Wohnbebauung der Mariengasse. Links befindet sich eine Häuserinsel mit dem historischen Rathaus am Ende. In dem Wohnhaus gegenüber, am Röllbach gelegen, war in den 1980er Jahren die Poststelle untergebracht. Im Uhrzeigersinn daneben stand ein Gehöft an dessen Nebengebäude viele Jahre Briefkasten und Telefonzelle untergebracht waren. Nach Abriss entstand hier eine Grünfläche mit Zugang zum Röllbach.
Gleich rechts neben der Treppe stand ein Wohngebäude, dessen Nebengebäude die Eckbebauung zur Langgasse darstellte und an dessen Sandsteinmauer viele Jahre den Anschlagkasten des örtlichen Fußballvereins hing.
In der Folge der Langgasse stand weitere Wohnbebauung, die auch das ehemalige Schwesternhaus mit Kindergarten einschloss. In den frühen 1990er Jahren wurden diese Gebäude abgerissen. Es folgte eine Diskussion, was mit dieser Fläche passieren soll.

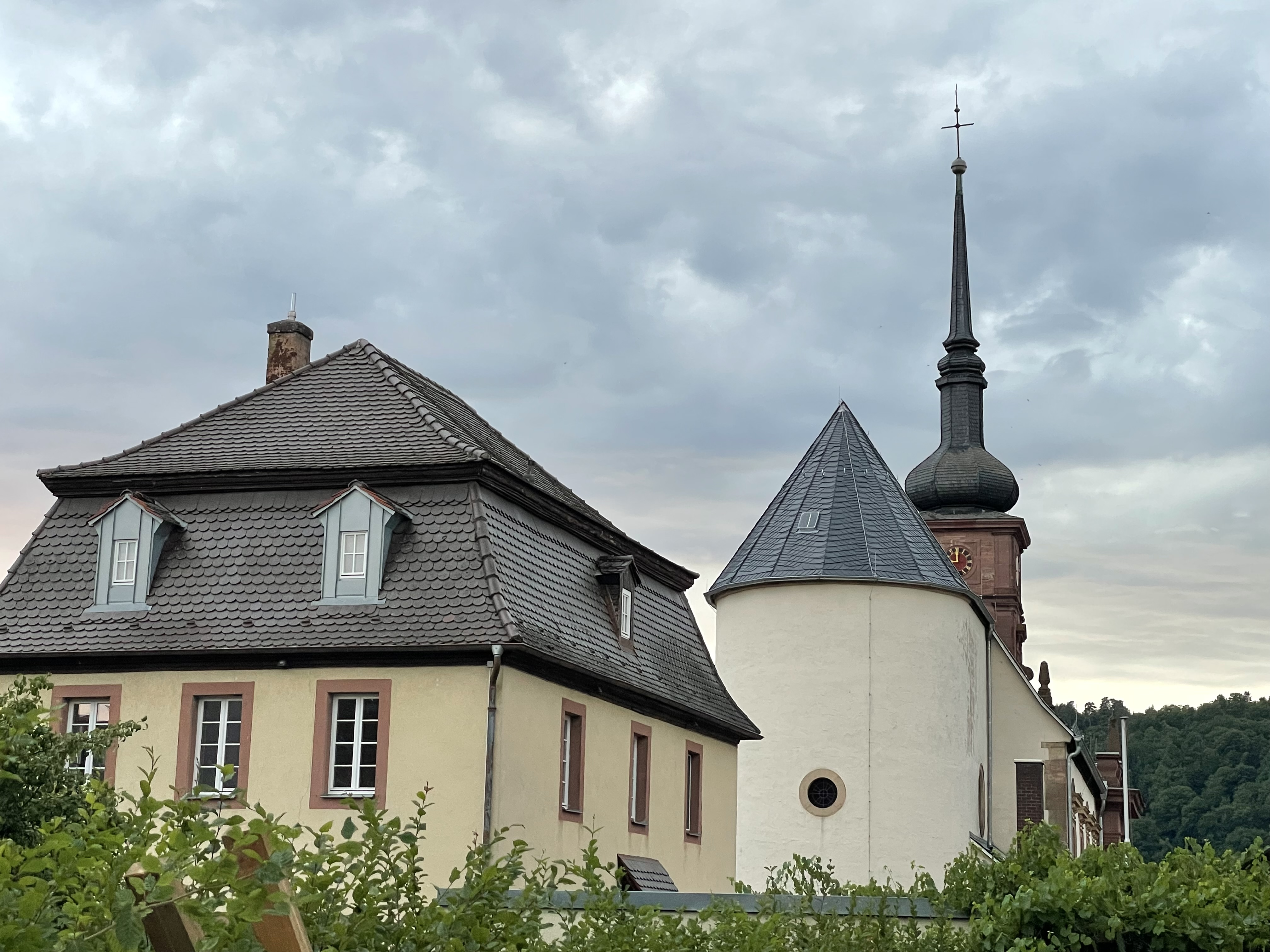
Kirche und Pfarrhaus in Röllfeld

Am östlichen Ende (Einfahrt Pfarrhof) entstand dann ein mehrstöckiges Wohnhaus mit Filiale der Sparkasse im Erdgeschoss (inzwischen geschlossen). Die zwei großen Kastanienbäume aus dem Garten des Schwesterhauses haben die Baumaßnahmen überlebt und stehen noch dort. Der Rest der Fläche wurde als Freifläche mit Blumen- und Kräutergarten mit einem Pavillon gestaltet, wodurch der Blick auf die Kirche relativ frei und ungehindert ist. Der Pavillon dient inzwischen als Bushaltestelle und Büchertauschbörse. Unterhalb des Pavillons gibt es einige wenige Parkplätze.
Hinter der Kirche (östlich) befindet sich das Pfarrhaus.
Südlich des Gotteshauses liegt der stattliche Bau der früheren Bäckerei Deckert (mit Lebensmittelladen), aus der inzwischen „der Brotmacher“ im Industriegebiet in Röllfeld hervorgegangen ist. Blickt man hier vorbei landet der Blick wieder bei zuvor erwähntem historischem Rathaus. 